# Cobitis shikokuensis
Cobitis shikokuensis is een straalvinnige vissensoort uit de familie van modderkruipers (Cobitidae). De wetenschappelijke naam van de soort is voor het eerst geldig gepubliceerd in 2006 door Suzawa.